# Cyathus striatus
Птичије гнездо или пругаста корпица (лат. Cyathus striatus) врста је гљиве која се може наћи широм света унутар умерених климатских зона. Забележена је у Азији, Европи, Северној и Средишњој Америци, Јужној Америци и на Новом Зеланду.. Добила је назив по томе што на први поглед подсећа на минијатурно птичје гнездо у коме се налазе јаја (пакети спора). Пакети спора су причвршћени за дно гнезда помоћу танких беличастих нити. Капљице кише упадају у гнездо под одређеним углом и ослобађају пакете спора, који путују помоћу ветра до погодног тла, где се испуштају споре. Насељава биљне остатке, као што су гранчице, лишће и четине на влажним и осенченим местима при тлу. Није ретка врста, а појављује се најчешће од маја до новембра. Сапрофит. 

## Плодно тело
Плодно тело је високо 0,5—1,5 cm широко око или нешто мање од 1 cm. Док је гљива млада, јајастог је облика и у потпуности обавијена чупавим, тамносмеђим, маљавим омотачем чија се горња страна касније изравна стварајући један кожасти беличасти поклопац који при сазревању пуца и открива чашичасту (пехарасту) унутрашњост плодног тела. Зидови унутрашњости су глатки и уздужно избраздани, у почетку беличасти, а касније сиви до браонкасти. У дну гнезда налази се 12—16 белих пакетића спора (перидиола) које имају облик сочива величине око 2 mm и подсећају на птичја јаја. Пакети спора су за основу пехара везани дугим нитима.

## Микроскопија
Споре код ове врсте су глатке и елиптичне димензија 15—22 x 4—12 µm.

## Отисак спора
Отисак спора је птичјег гнезда је беле боје.

## Јестивост
Није јестива врста.

## Галерија
- Cyathus striatus
- Cyathus striatus
- перидиоле

## Сличне врсте
Изгледом може подсећати на Cyathus olla, али је она изнутра глатка, а споља је само пахуљаста без дугих длачица, те се због тога у народу и назива глатка кошарица. 